# Opisthotropis latouchii
Espèce
Synonymes
- Tapinophis latouchii Boulenger, 1899

Statut de conservation UICN

 LC  : Préoccupation mineure
Opisthotropis latouchii est une espèce de serpents de la famille des Natricidae.

## Répartition
Cette espèce est endémique de la République populaire de Chine. Elle se rencontre dans les provinces d'Anhui, du Guangdong, du Fujian, du Jiangxi, du Hunan, du Hubei, du Guangxi, du Guizhou, du Zhejiang et du Sichuan.

## Description
C'est un serpent ovipare.

## Étymologie
Cette espèce est nommée en l'honneur de John David Digues La Touche qui a collecté les premiers spécimens.

## Publication originale
- Boulenger, 1899 : On a collection of reptiles and batrachians made by Mr. J. D. Latouche in N. W. Fokien, China. Proceedings of the Zoological Society of London, vol. 1899, p. 159-172 (texte intégral).